# Nancoo Village
Nancoo Village es una villa de Trinidad y Tobago, que forma parte de la región de Couva-Tabaquite-Talparo.

## Geografía
La localidad abarca parte de la isla Trinidad y limita al norte con St. Helena Village, Centeno y Carapo (todas ellas pertenecientes a la región de Tunapuna-Piarco), al sur con Las Lomas (Nos. 1 & 2), al este con San Raphael-Brazil y al oeste con Madras Settlement.

## Demografía
Datos demográficos de la villa de Nancoo Village:
| Gráfica de evolución demográfica de Nancoo Village entre 2000 y 2011 |
|                                                                      |